# ミロスラフ・スコリク
ミロスラフ・スコリク(ウクライナ語: Мирослав Михайлович Скорик；Myroslav Myxajlovyč Skoryk；英語: Myroslav Skoryk), 1938年7月13日 - 2020年6月1日）は、ウクライナの作曲家、音楽理論家、音楽教育者。ウクライナ人民芸術家とウクライナ英雄の称号を持つ。

## 経歴
出生から修学期

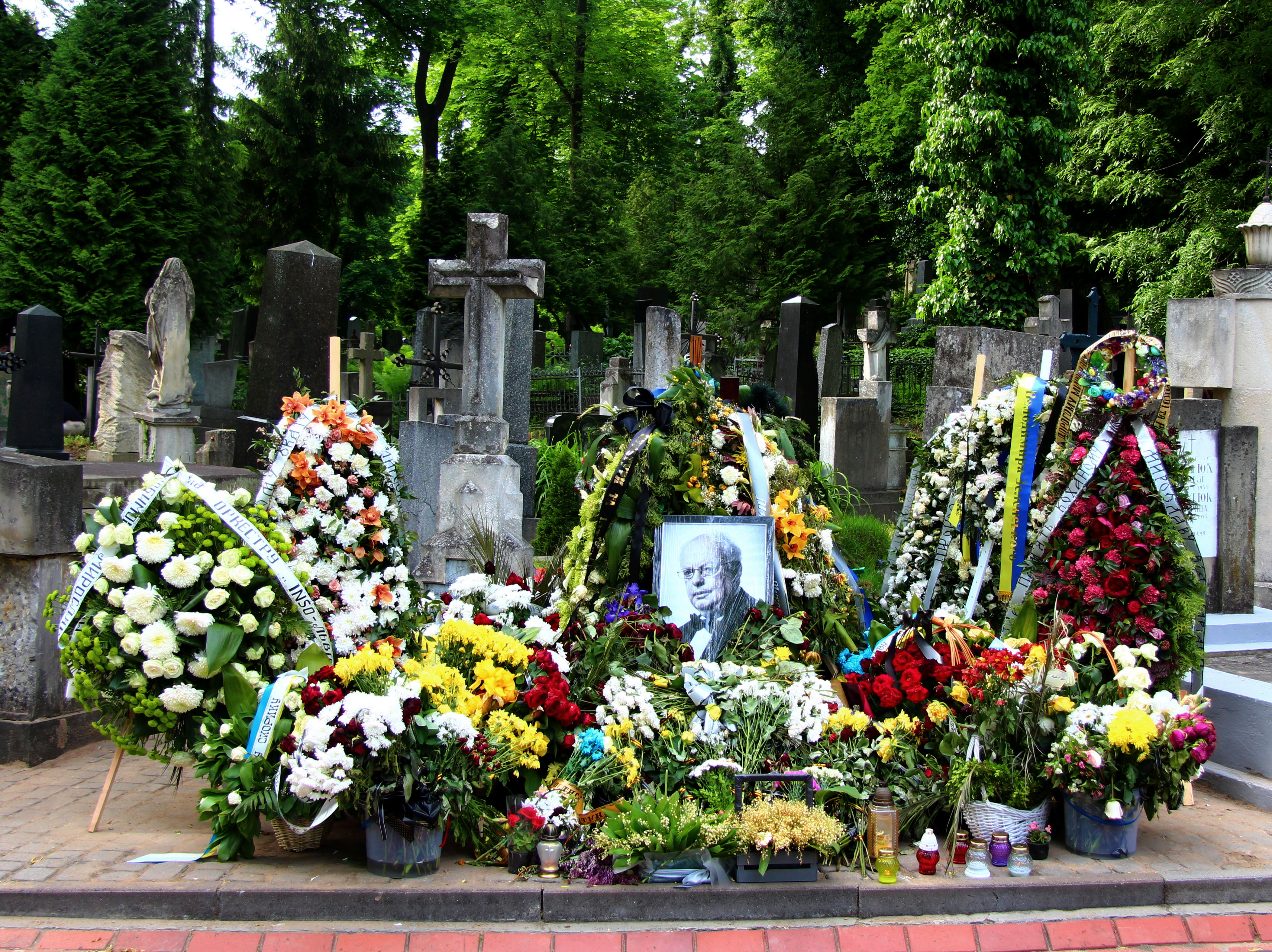
リチャキフ墓地にある葬儀直後の墓と献花

1938年、ウクライナ・ソビエト社会主義共和国のリヴィウで生まれた。一家は文化的な雰囲気のある知識人家庭で、1945年にリヴィウ音楽院に入学。しかし一家は弾圧を受けてシベリアに送られた。スターリンの死去後、一家はリヴィウに戻ることができ、彼も1955年から1960年までリヴィウ音楽院に復学して学んだ。音楽院では、音楽史と音楽理論をスタニスラフ・リュドケヴィチ、作曲をアダム・ソルティスの下で学んだ。卒業後は、モスクワ音楽院に進み、ドミトリー・カバレフスキーのクラスで学び、1964年に卒業。
音楽院卒業後
1966年からキエフ音楽院で作曲を教えた(1980年代末まで)。その後、アメリカ、オーストラリアで働き、1990年代後半にウクライナに戻った。1999年よりキエフ音楽院音楽史学科長。2002年よりキエフ音楽フェスティバルの芸術監督を務めた。2006年、イーヴェン・スタンコヴィチと共にウクライナ作曲家連盟の共同代表に就任。
2020年6月1日にリヴィウで死去し、同月3日にキリスト復活総大司教座大聖堂で告別式が執り行われた。墓はリチャキフ墓地にある。

## 受賞・栄典
- 1969年：名誉芸術家(ソビエト連邦)
- 1971年：名誉勲章(ソビエト連邦)
- 1987年：シェフチェンコ・ウクライナ国家賞。「チェロと管弦楽のための協奏曲」に対して。
- 1988年：ウクライナ人民芸術家(ソビエト連邦)
- 2008年：ウクライナ英雄称号を授与された[2]

## 家族・親族
- 母方の祖父：ヴラディミール・オフロモヴィチ（ロシア語版）は弁護士、政治家。ウクライナ民俗学にも関心を持ち続けた。
- 母方の祖母：オレナ・クルシェリニツカ・オフリモヴィチはソプラノ歌手のソロミヤ・クルシェルニツカの妹。
- 最初の妻：ラリサ・スコリク（ロシア語版）(旧姓・クジマ)は建築家。
- 二番目の妻：アドリアナ・スコリク